# IPad (11-го поколения)
iPad (11-го поколения) (он же iPad A16) — планшетный компьютер, спроектированный, разработанный и продаваемый корпорацией Apple. Является преемником iPad (10-го поколения), и был анонсирован 4 марта 2025 года вместе с iPad Air (7-го поколения) в специальном пресс-релизе на сайте Apple, не проводя отдельной презентации. Предзаказы стартовали в тот же день, и планшет поступил в продажу 12 марта 2025 года.

## Технические характеристики
Как и его предшественник, датчик Touch ID расположен в кнопке питания и имеет те же цвета: серебристый, синий, розовый и желтый.
Как и iPad Air и iPad десятого поколения, он имеет 11-дюймовый неламинированный дисплей Liquid Retina с разрешением 2360x1640. iPad одиннадцатого поколения использует процессор A16, который ранее применялся в iPhone 14 Pro и 14 Pro Max. Этот iPad стал первым, в котором использовался процессор A16. Чип оснащен 5-ядерным центральным процессором, 4-ядерным графическим процессором и 16-ядерным Neural Engine. Из-за ограничений чипа и оперативной памяти iPad не поддерживает Apple Intelligence. В отличие от iPad десятого поколения, этот iPad оснащен 6 ГБ оперативной памяти, как и серия iPhone 14 Pro. 
iPad одиннадцатого поколения поддерживает беспроводные технологии Bluetooth 5.3 и Wi-Fi 6 (802.11ax), а также 5G ниже 6 ГГц на сотовых моделях. Подключение ограничено скоростью передачи данных USB 2.0. iPad одиннадцатого поколения не включает разъем для наушников, требуя использование беспроводных наушников или адаптера USB-C, который продается отдельно.

## Аксессуары
iPad одиннадцатого поколения поддерживает Apple Pencil первого поколения и Apple Pencil с разъемом USB-C. Кроме того, он совместим с тем же аксессуаром клавиатуры Magic Keyboard Folio, что и его предшественник.

## Примечание
1. ↑  Apple introduces iPad Air with powerful M3 chip and new Magic Keyboard (амер. англ.). Apple Newsroom. Дата обращения: 4 марта 2025.
2. ↑  Apple iPad (2025) - Full tablet specifications. www.gsmarena.com. Дата обращения: 4 марта 2025.
3. ↑  iPad 11-inch (A16) - Technical Specifications (амер. англ.). Apple. Дата обращения: 4 марта 2025.
4. ↑  Apple A16 Bionic: specs and benchmarks (англ.). NanoReview.net. Дата обращения: 4 марта 2025.
5. ↑  New Entry-Level iPad With A16 Chip Has More RAM Than iPad 10 (англ.). MacRumors (5 марта 2025). Дата обращения: 6 марта 2025.
6. ↑  iPad Keyboards (амер. англ.). Apple. Дата обращения: 4 марта 2025.
7. ↑  Apple Pencil (амер. англ.). Apple. Дата обращения: 4 марта 2025.